# Zehlendorf
Zehlendorf, Berlin-Zehlendorf – dzielnica (Ortsteil) Berlina w okręgu administracyjnym Steglitz-Zehlendorf. Od 1 października 1920 w granicach miasta.

## Transport
W dzielnicy znajdują się dwie stacje metra linii U3:
- Onkel Toms Hütte
- Krumme Lanke